# Prem Kahani
Pour plus de détails, voir Fiche technique et Distribution.
Prem Kahani est un film indien réalisé par Franz Osten, sorti en 1937.

## Synopsis
Deux voisins veufs contrecarrent un mariage d'amour en essayant d'arranger des mariages pour leurs enfants respectifs.

## Fiche technique
- Réalisation : Franz Osten
- Scénario : Niranjan Pal
- Producteur : Himanshu Rai
- Photographie : Joseph Wirsching
- Montage : Dattaram Pai
- Musique : Saraswati Devi
- Langue : Hindi
- Type : Noir & blanc, une version colorisée
- Production : Bombay Talkies
- Durée : 87 minutes
- Date de sortie : 10 septembre 1937[1]

## Distribution

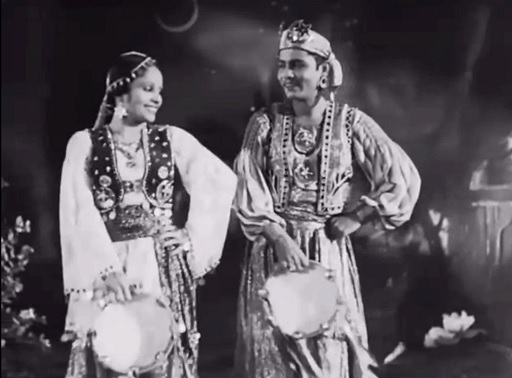
Mumtaz Ali et Sunita Devi dans Prem Kahani.

- N. M.Joshi : le père
- Bilqis : la mère
- Aloka : Ratanbai, la fille
- M.Nazir : Chandrakanta
- Kamta Prasad : prêtre indou
- Tarabai Solanki : Heera
- Saroj Borkar : Shanti
- Maya Devi : Maya
- Ashok Kumar : Jagat
- P.F. Pithawala (en) : Bhagwandas
- Vimala Devi : Ramla
- Chandraprabha : Ms. Prabha
- Manohar Ghatwai : Motilal
- Sunita Devi : Ms. Indira
- Mumtaz Ali : Mr. Sharma
- Madhurika Devi : Usha
- Ahteramuddin

## Production
Prem Kahani est le huitième film réalisé par les studios Bombay Talkies depuis leur création en 1934.